# 川島浪速
川島浪速（日语：／ Kawashima naniwa，1866年1月23日—1949年6月14日），號風外，是20世紀初期在中國從事政治活動的日本人（大陸浪人）。他是滿蒙獨立運動的發起人，為和碩肅親王善耆、喀喇沁王公貢桑諾爾布的朋友。他也是著名女間諜川島芳子的養父。

## 生平
1866年出生在日本信濃國松本城下（今長野縣松本市），為松本藩藩士川島良顯與妻子榮子的長子。1875年一家移居東京，進入東京外國語學校學習中文。1886年從該校退學，同年渡海前往上海，遊歷中國各地。1889年因病歸國。
1894年清日甲午戰爭爆發，川島浪速以陸軍翻譯官的身份從軍，轉戰中國大陸和台灣。1896年為台灣總督乃木希典所賞識，成為台灣總督府官吏。
1900年中國發生義和團之亂後，再次以陸軍翻譯官的身份，加入八國聯軍中的日本派遣軍。八國聯軍攻入北京後，兼任軍政事務官，負責警察事務。翌年八國聯軍將北京的行政權交還中國，清廷以其表現優異，拜為北京警務學堂的學長，培養中國警察。川島浪速的薪水待遇，在清廷雇傭的外國人中相當高。在此期間，川島浪速與清朝八大「鐵帽子王」和碩肅親王善耆關係密切，與肅親王的妹夫喀喇沁王公貢桑諾爾布也相交好。
1911年爆發辛亥革命，清帝遜位。川島浪速與日軍參謀本部的中堅將校貴志彌次郎（後為奉天特務機關長）、小磯國昭等人相謀，讓善耆秘密從北京逃往旅順。翌年計畫擁善耆實行滿蒙獨立運動，但日本政府下令中止了這個計劃，川島浪速回到日本。
川島浪速與肅親王善耆結義為兄弟，1914年，善耆將自己與第四側妃所生的女兒，第十四女顯玗送給川島浪速當養女，取名川島芳子（原名川岛凉子）。除此之外，善耆的孫女廉鋁後來也被收為養女，改名川島廉子，並加入了日本國籍。（川島芳子卻因為在日本的戶籍資料遺失，無法確定國籍，最終因為其滿清血統而被當作中國國民審判，並且以漢奸罪處決。）
1916年，由於日本大隈重信內閣實行反袁政策，在參謀本部、關東都督府等機關的支持下，同善耆以及蒙古族將軍巴布扎布再次推動滿蒙獨立運動。但不久後由於袁世凱的死去以及日本對華政策的改變而再次失敗。
此後川島浪速多次向日本政府提出所謂的「滿蒙政策」，主張滿蒙獨立。九一八事變後，滿洲國於1932年成立。川島浪速反對共和制，主張君主制。1935年，滿州國皇帝溥儀訪問日本之際，特意遣使到川島浪速的邸宅，表彰其功績。
1949年在長野縣的黑姬死去，享年83歲。葬於松本市蟻崎的正麟寺。